# Popielany (Litwa)
Popielany (lit. Papilė) – miasteczko na Litwie, położone w okręgu szawelskim i w rejonie okmiańskim, nad rzeką Windawą. Liczy 1 449 mieszkańców (2001).
Znajduje tu się stacja kolejowa Popielany.